# 11451 Aarongolden
11451 Aarongolden eller 1979 QR1 är en asteroid i huvudbältet som upptäcktes den 22 augusti 1979 av den svenske astronomen Claes-Ingvar Lagerkvist vid La Silla-observatoriet i Chile. Den är uppkallad efter Aaron Golden.